# Liz Carr
 Liz Carr (* im April 1972 in Wirral, Cheshire, England) ist eine britische Komödiantin und Schauspielerin.
Liz Carr hat seit ihrer Geburt die seltene Krankheit Arthrogryposis multiplex congenita (AMC) und nutzt seit ihrem siebten Lebensjahr einen Rollstuhl. Sie engagiert sich seit ihrer Studienzeit für die Rechte von Menschen mit Behinderung. In Deutschland bekannt wurde sie durch ihre Rolle als Laborassistentin Clarissa Mullery in der Serie Silent Witness.

## Leben und Karriere
Als Liz Carr sieben Jahre alt war, wurde bei ihr AMC diagnostiziert. Im Alter von 11 Jahren erhielt sie die Information, dass sie ihr Leben lang einen Rollstuhl benutzen müsse.
Sie studierte Jura an der Universität Nottingham und hatte schon während des Studiums Kontakt zu Gruppen, die sich für die Verbesserung der Lebensbedingungen Behinderter einsetzen. Nach dem Examen 1993 arbeitete sie zunächst am Nottingham Law Centre.
2001 belegte sie einen Schauspielkurs am Unity Theatre in Liverpool. Dort lernte sie Anne Cunningham kennen, mit der sie eine Comedy-Gruppe gründete. Die Truppe trat in diversen Comedy-Clubs und auf Festivals auf, einschließlich des Fringe in Edinburgh. 2003 spielte sie in einer Produktion der Graeae Theatre Company die Mutter Courage in dem gleichnamigen Stück von Bert Brecht. In der britischen Serie Silent Witness spielt sie seit 2012 die Laborassistentin Clarissa Mullery. Sie wird in der deutschen Fassung von Jo Kern synchronisiert.
2021 spielte sie in dem Film Infinite eine Nebenrolle.
Liz Carr ist seit 2010 mit der Autorin Jo Church verheiratet.